# Lem Winchester
Lem Winchester (Philadelphia, 1928. március 19. – Indianapolis, 1961. január 13.) amerikai vibrafonos.

## Pályafutása
Rendőr volt, és eleinte csak hobbiból muzsikált a delaware-i Wilmingtonban. Az 1958-as Newporti Dzsessz Fesztiválon való részvétele egy munkaidő utáni fellépése volt. Hamarosan a dzsessz egyik legnépszerűbb előadójává vált a zongorista Ramsey Lewis mellett játszva.
Néhány albuma megjelent, a legtöbb a Prestige Recordsnál.
Rövid karrierjének egy fegyverbaleset vetett véget 32 éves korában.

## Albumok
- Lem Winchester and the The Ramsey Lewis Trio Perform A Tribute To Clifford Brown (1958)
- Winchester Special (1959)
- Lem Beat (1960)
- Another Opus (1960)
- With Feeling (1960)

### Zenekarvezető
- 1960: Jack McDuff, Tough 'Duff
- 1960: Oliver Nelson, Taking Care of Business
- 1960: Oliver Nelson, Nocturne
- 1960: Shirley Scott, Soul Sister
- 1960: Etta Jones, Something Nice
- 1961: Johnny „Hammond” Smith, Gettin' the Message
- 1963: Etta Jones, Hollar!